# Villeneuve-d'Allier
Villeneuve-d'Allier är en kommun i departementet Haute-Loire i regionen Auvergne-Rhône-Alpes i centrala Frankrike. Kommunen ligger i kantonen Lavoûte-Chilhac som tillhör arrondissementet Brioude. År 2022 hade Villeneuve-d'Allier 281 invånare.

## Befolkningsutveckling
Antalet invånare i kommunen Villeneuve-d'Allier
| Referens: INSEE |